# Nothin' at All
Nothin' at All è un singolo del gruppo rock statunitense Heart, pubblicato nel 1986 ed estratto dall'album Heart.

## Tracce
- 7"

1. Nothin' At All (Remix)
2. The Wolf

## Classifiche
| Classifica (1986-1988) | Posizione massima |
| ---------------------- | ----------------- |
| Regno Unito            | 38                |
| Stati Uniti            | 10                |